# Tàu điện ngầm Dubai
Tàu điện ngầm Dubai hay Dubai Metro (tiếng Ả Rập: مترو دبي) là mạng lưới tàu điện ngầm ở Dubai, Các Tiểu vương quốc Ả Rập Thống nhất. Red Line và Green Line đang hoạt động, với bốn tuyến được lên kế hoạch (Blue, Purple, Pink và Gold Lines). Hai tuyến đầu tiên này chạy dưới lòng đất ở trung tâm thành phố và trên các cầu vượt ở nơi khác (đường sắt trên cao). Tất cả các đoàn tàu đều hoàn toàn tự động và không người lái cùng với các nhà ga, đều có máy lạnh. Công ty kiến trúc Aedas thiết kế 45 trạm tàu điện ngầm, hai kho chứa và các trung tâm điều khiển hoạt động. Nhà đầu tư Al Ghurair là những người xây dựng tàu điện ngầm.
Đoạn đầu tiên của Red Line bao gồm 10 trạm, được khánh thành vào lúc 9:09:09 tối ngày 9 tháng 9 năm 2009, bởi Mohammed bin Rashid Al Maktoum, tiểu vương Dubai và mở cửa cho công chúng vào lúc 6 giờ sáng (giờ địa phương) vào ngày 10 tháng 9. Tàu điện ngầm Dubai là mạng lưới xe lửa đô thị đầu tiên ở bán đảo Ả Rập và là tuyến thứ hai trong thế giới Ả Rập (sau Tàu điện ngầm Cairo) hoặc thứ ba (nếu Tàu điện ngầm Baghdad được tính). Một lần mở rộng của Red Line để tăng thêm 15 km đường ray và mở rộng nó từ Ibn Battuta đến Expo 2020 đã được công bố vào tháng 4 năm 2015.
Hơn 110.000 người, hay gần 10 phần trăm dân số Dubai, đã sử dụng tàu điện ngầm trong hai ngày đầu hoạt động. Tàu điện ngầm Dubai chở hơn 10 triệu hành khách từ ngày 9 tháng 9 năm 2009 đến ngày 9 tháng 2 năm 2010 với 11 trạm hoạt động trên tuyến Red Line. Tư vấn kỹ thuật Atkins cung cấp đầy đủ thiết kế đa ngành và quản lý các công trình dân dụng cho tàu điện ngầm Dubai.
Cho đến năm 2016, tàu điện ngầm Dubai là mạng lưới tàu điện ngầm không người lái dài nhất thế giới với chiều dài 75 km, được công nhận bởi Sách Kỷ lục Guinness năm 2012. Tuy nhiên, tổng chiều dài tuyến đường của nó đã bị vượt qua bởi Vancouver SkyTrain hoàn toàn tự động và Singapore MRT. Tuy nhiên, Red Line với 52,1 km vẫn là đường tàu điện ngầm đơn không dài nhất thế giới.

## Xây dựng

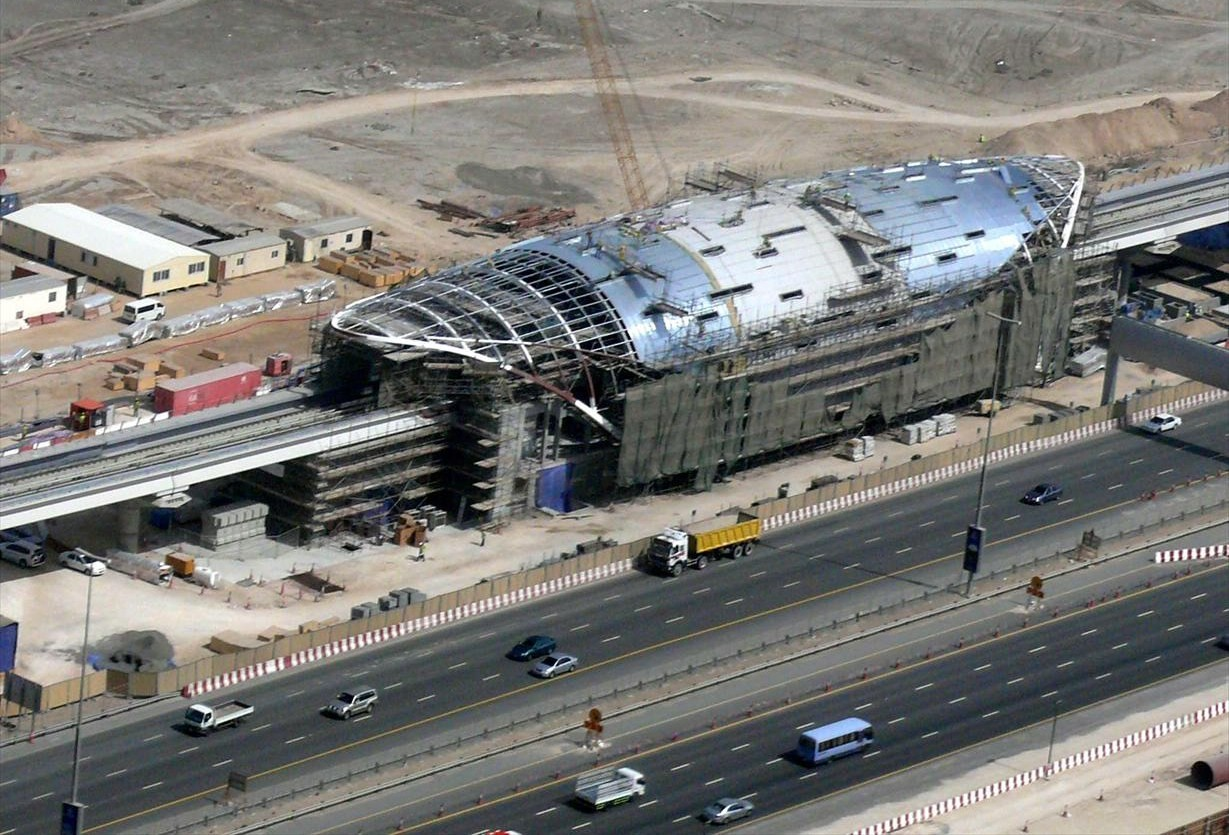
Ga Jebel Ali (nay là UAE Exchange) đang được xây dựng vào tháng 5 năm 2008

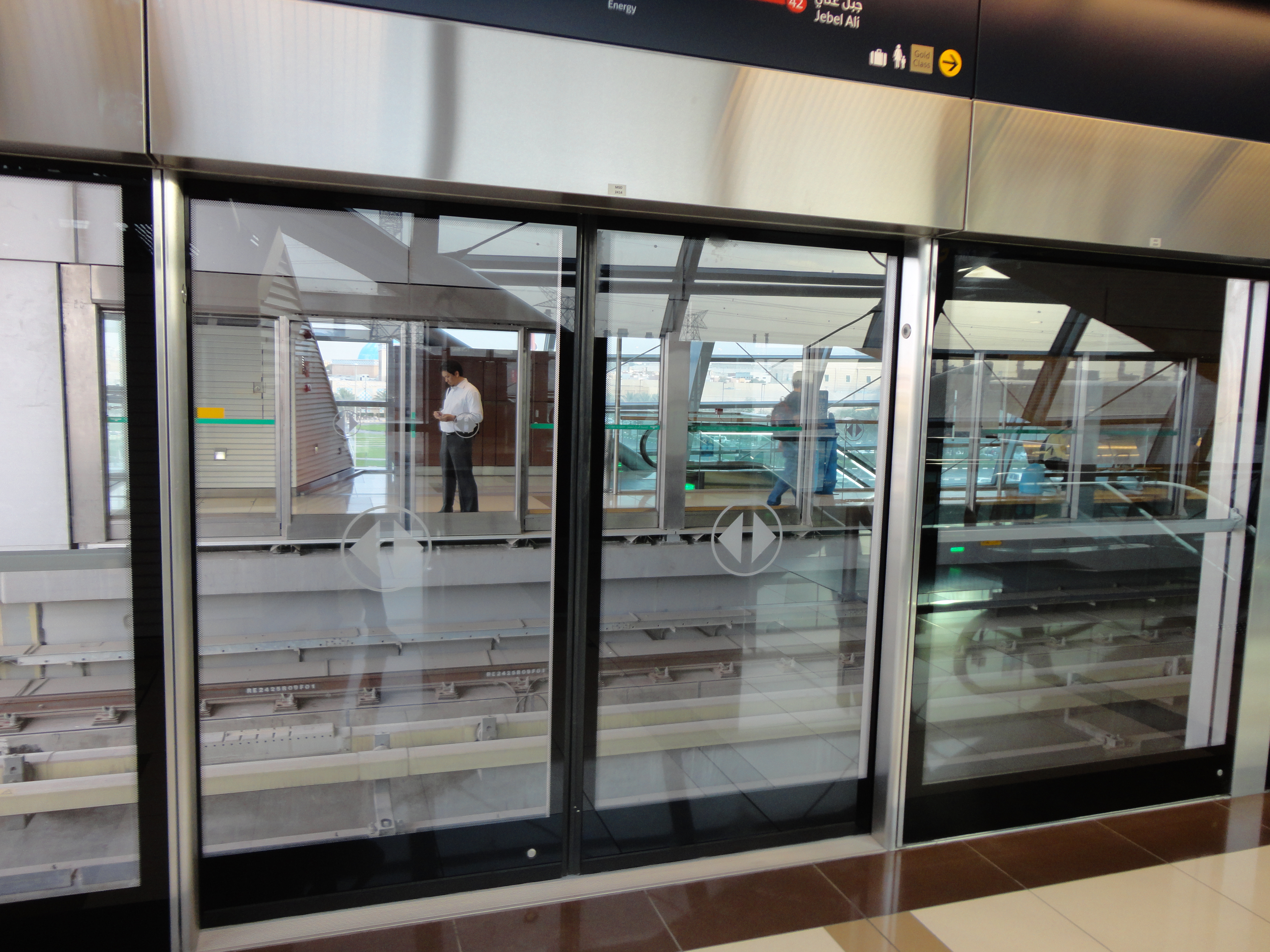
Ga Ibn Battuta Mall trên tuyến Red Line.

Kế hoạch xây dựng Dubai Metro bắt đầu dưới sự chỉ đạo của tiểu vương Dubai, Sheikh Mohammed bin Rashid Al Maktoum, để thu hút hơn 15 triệu khách du lịch năm 2010. Sự kết hợp của dân số tăng nhanh (dự kiến đạt 3 triệu người vào năm 2017) đồng thời là việc tắc nghẽn giao thông nghiêm trọng đòi hỏi phải xây dựng một hệ thống đường sắt đô thị để cung cấp thêm khả năng vận tải công cộng, giảm lưu lượng xe cá nhân và cung cấp cơ sở hạ tầng thuận lợi để phát triển thêm.
Vào tháng 5 năm 2005, một hợp đồng thiết kế và xây dựng trị giá 12,45 tỷ AED (3,4 tỷ đô la Mỹ) đã được trao cho Liên minh Đường sắt Dubai (Dubai Rail Link) (DURL) gồm các công ty Nhật Bản bao gồm Mitsubishi Heavy Industries, Mitsubishi Corporation, Obayashi Corporation, Kajima Corporation và công ty Thổ Nhĩ Kỳ Yapı Merkezi, hợp đồng quản lý dự án ('The Engineer') và hợp đồng dịch vụ quản lý xây dựng được trao cho một liên doanh giữa Mỹ và Pháp (Systra và Parsons Corporation). Giai đoạn đầu tiên trị giá 15,5 tỷ AED (4,2 tỷ USD) bao gồm 35 km mạng lưới, bao gồm Red Line kết nối Al Rashidiya với Khu Tự do Jebel Ali được hoàn thành vào tháng 9 năm 2009 và Green Line từ Al Qusais 2 đến Al Jaddaf 1, được hoàn thành vào tháng 6 năm 2010. Hợp đồng giai đoạn hai sau đó đã được ký vào tháng 7 năm 2006 và bao gồm các phần mở rộng cho các tuyến đường ban đầu. Red Line khánh thành một phần lúc 9 giờ 9 phút 9 giây ngày 9 tháng 9 năm 2009 bởi Sheikh Mohammed bin Rashid al Maktoum.

### Vấn đề chi phí
Chi phí xây dựng của dự án Dubai Metro đã tăng khoảng 80% từ mức 15,5 tỷ AED (4,2 tỷ USD) ban đầu lên 28 tỷ AED (7,8 tỷ USD). Các nhà chức trách mâu thuẫn với điều này, nói rằng chi phí của dự án đã không vượt quá khả năng của họ. Họ cho rằng sự gia tăng là do những thay đổi lớn trong phạm vi và thiết kế của dự án. Các nhà chức trách cũng hy vọng sẽ thu lại 18 tỷ AED (4,9 tỷ USD) trong 10 năm tới; nhưng họ suy đoán rằng nó sẽ không phải là một địa điểm tạo ra lợi nhuận vì giá vé sẽ được trợ giá.

### Chậm trễ

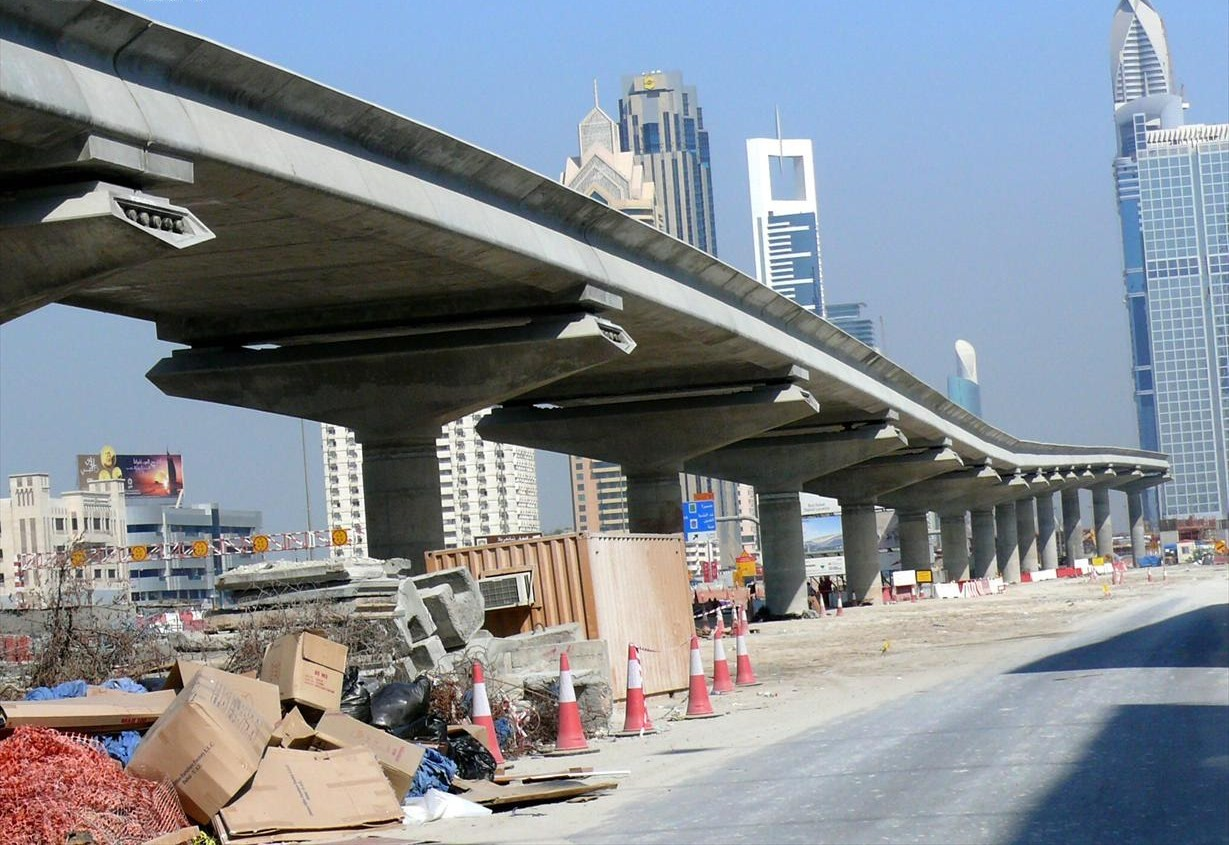
Cầu cạn nơi tàu điện ngầm Dubai đi qua vào ngày 22 tháng 11 năm 2007

Quá trình xây dựng bắt đầu vào ngày 21 tháng 3 năm 2006. Vào tháng 2 năm 2009, một quan chức cho biết dự án Metro Dubai trị giá 4,2 tỉ đô la Mỹ sẽ được hoàn thành đúng tiến độ bất chấp cuộc khủng hoảng toàn cầu và ga khu công nghiệp Jebel Ali, được đổi tên thành ga Danube, được khai trương vào ngày 12 tháng 12 năm 2012. Hai trạm cuối cùng, Al Jadaf và Creek, trên tuyến Green Line đã được khai trương vào ngày 1 tháng 3 năm 2014.

## Hoạt động

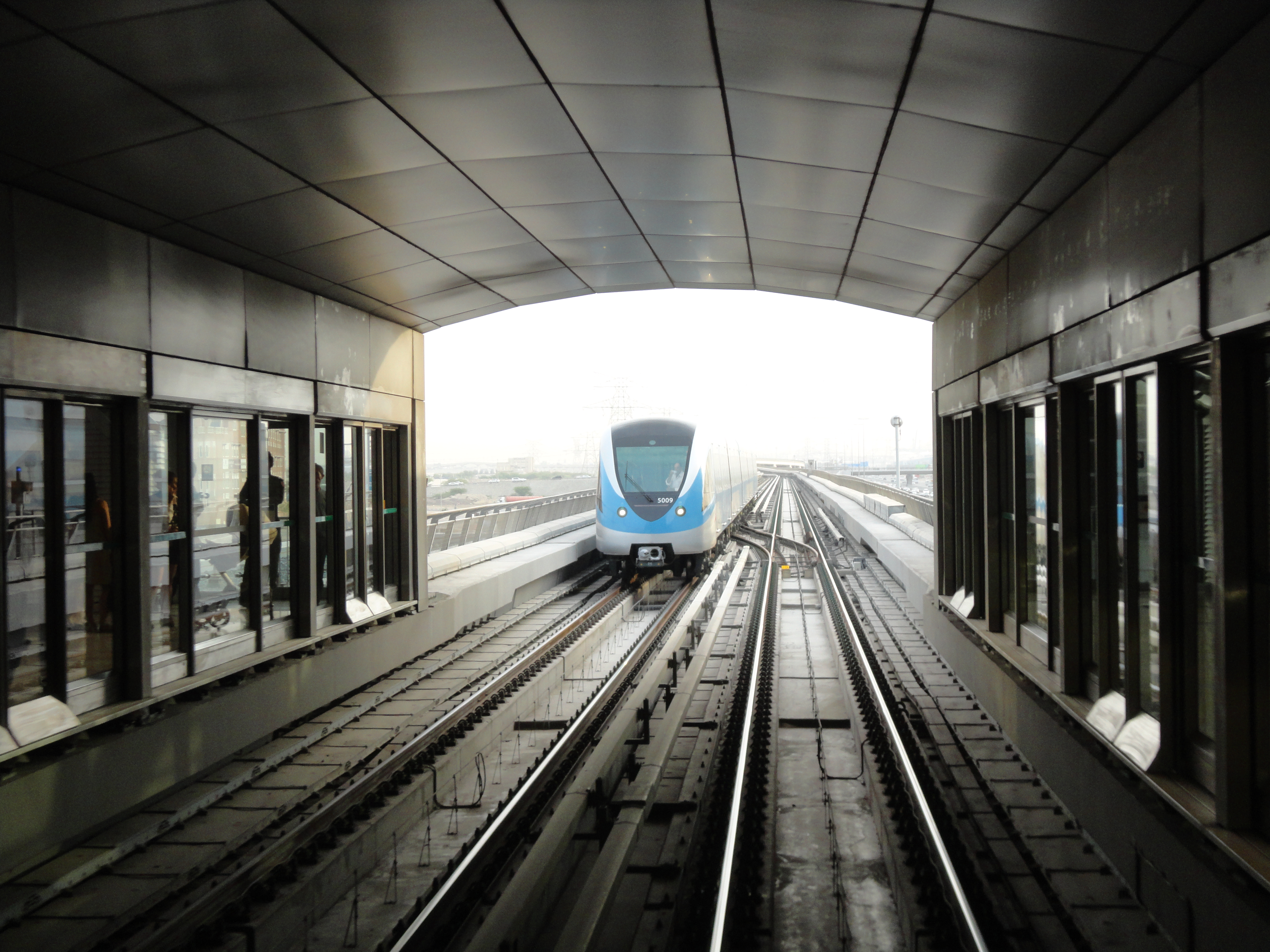
Một trạm tàu trên tuyến Red Line

Tàu điện ngầm Dubai được điều hành bởi Serco theo hợp đồng với Cơ quan Giao thông và Đường phố Dubai (RTA).
Các chuyến tàu Red Line chạy trung bình 7 phút/chuyến (trung bình 8,5 chuyến/giờ), với số tàu trung bình 3 phút 45 giây/tàu (16 chuyến tàu mỗi giờ) trong giờ cao điểm và có 44 đoàn tàu đang phục vụ. Từ năm 2010, khi 51 đoàn tàu đang hoạt động, tuyến này có sức tải giờ cao điểm là 11.675 hành khách mỗi giờ theo mỗi hướng. Tính đến tháng 9 năm 2014, Red Line hoạt động 60 chuyến tàu (số tàu từ 5001-5045, 5065-5079). Công suất thiết kế tối đa theo lý thuyết là 25.720 hành khách mỗi giờ, với 106 đoàn tàu.
Tuyến Green Line có sức tải ban đầu là 6,395 hành khách mỗi giờ mỗi chiều, với 19 chuyến tàu (số tàu từ 5046-5064) phục vụ tính đến tháng 9 năm 2014. Công suất thiết kế của tuyến này là 13.380 hành khách/giờ với 60 tàu đang phục vụ.

### Ridership
Hơn 280.000 hành khách sử dụng tàu điện ngầm Dubai trong tuần đầu tiên hoạt động.
Trước khi ra mắt, Sở Giao thông công cộng thành phố Dubai dự kiến tàu điện ngầm sẽ cung cấp dịch vụ vận chuyển cho 12% tất cả các chuyến đi ở Dubai. Sau tháng đầu tiên hoạt động (trên một mạng giới hạn), tổng số hành khách hàng tháng là 1.740.578 hành khách, tương đương với gần 60.000 hành khách/ngày. Sau khi mở thêm các trạm vào tháng 5/2010, lượng hành khách tăng lên 103.002 hành khách/ngày và đạt 130.000 người/ngày vào đầu tháng 10 năm 2010. Khi Green Line mở cửa vào ngày 9 tháng 9 năm 2011, hành khách tuyến Red Line được ghi nhận là 180.000 hành khách/ngày. Trong năm 2013, hành khách đã tăng lên 377.000 hành khách/ngày, 64% tuyến Red Line và 36% tuyến Green Line. Trong nửa đầu năm 2015, RTA đã thông báo rằng 88.252.034 hành khách đã sử dụng tàu điện ngầm. Vào tháng 8 năm 2017, RTA đã thông báo rằng tổng số lượng hành khách từ năm 2009 đã vượt quá 1 tỷ hành khách.
|                         | 2009      | 2010       | 2011       | 2012        | 2013        | 2014        | 2015 H1    |
| ----------------------- | --------- | ---------- | ---------- | ----------- | ----------- | ----------- | ---------- |
| Tuyến                   | 1         | 1          | 2          | 2           | 2           | 2           | 2          |
| Kilomet                 |           |            |            |             | 74.6        |             |            |
| Chuyến (Red Line)       |           |            |            | 104,961     | 115,670     |             |            |
| Chuyến (Green Line)     |           |            |            | 93,795      | 94,189      |             |            |
| Chuyến (Tổng cộng)      |           |            |            | 198,756     | 209,759     |             |            |
| Hành khách (Red Line)   | 6,892,544 | 38,887,718 | 60,024,794 | 71,914,000  | 88,886,539  | 104,000,000 | 55,783,626 |
| Hành khách (Green Line) |           |            | 8,982,256  | 37,576,000  | 48,872,719  | 60,289,000  | 32,468,408 |
| Hành khách (Tổng cộng)  | 6,892,544 | 38,887,718 | 69,007,050 | 109,490,000 | 137,759,258 | 164,307,000 | 88,252,034 |

Một vấn đề đối với hệ thống mới sẽ là làm thế nào để tăng độ tin cậy và thoải mái khi vận chuyển hành khách đến điểm đến cuối cùng của họ nếu nó không được đặt tại một ga tàu điện ngầm. RTA đã thay đổi và bổ sung "tuyến xe buýt trung chuyển" hoạt động như dịch vụ đưa đón đến và đi từ các địa điểm chính trong và xung quanh khu vực ga. Có các bãi đỗ xe buýt và taxi được xây dựng cũng như tại các khu vực tại mỗi ga để dễ dàng tiếp cận hành khách.
Ngoài ra, 268 km tuyến đường sắt cũng được lên kế hoạch, các tuyến này sẽ phục vụ như là những nơi tiếp nối cho tàu điện ngầm Dubai. Xe điện Dubai là một trong những kế hoạch đường sắt mới này.

## Tuyến tàu

Bản đồ tàu điện ngầm Dubai. Các trạm đen ■ đang mở cửa, các trạm màu trắng □ thì không. Các đường đứt nét đang được xây dựng, các đường chấm chấm được lên kế hoạch vào tháng 12 năm 2011

Hai tuyến đầu tiên của tàu điện ngầm Dubai có chiều dài 70 km và 47 trạm (bao gồm chín trạm ngầm). Tuyến mở rộng mới sẽ bổ sung thêm 7 trạm mới (bao gồm hai trạm ngầm).
Quy hoạch tổng thể của Cơ quan Giao thông và Đường phố Dubai bao gồm 421 km đường tàu điện ngầm đến năm 2030 để dự kiến phục vụ cho trên 4,1 triệu dân của thành phố. Cùng với kế hoạch xây thêm 268 km đường tàu điện hoạt động như một hệ thống trung chuyển cho tàu điện ngầm, mặc dù chỉ có đường xe điện Al Sufouh đang được xây dựng vào tháng 1 năm 2013. Toàn bộ mạng lưới này được chia thành các tuyến Blue, Purple, Pink và Gold - hiện đang phụ thuộc vào sự phục hồi kinh tế và đầu tư tư nhân.

## Mở rộng

### Đang xây dựng
Lộ trình 2020: Mở rộng 15 km với 7 trạm mới (gồm 2 ga ngầm) đang được xây dựng sẽ bắt đầu tại Tháp Nakheel và sẽ kết thúc tại địa điểm triển lãm Expo 2020. Các kế hoạch tương lai cũng sẽ mở rộng tuyến này đến Sân bay Quốc tế Al Maktoum.

### Đề xuất
Trong năm 2011, RTA đã tuyên bố rằng không có "kế hoạch trực tiếp" để xây dựng Blue và Purple "trong năm hoặc sáu năm tới".
Trong năm 2013, RTA đã vạch ra một kế hoạch ba giai đoạn để mở rộng các tuyến hiện có và xây dựng các tuyến mới: mở rộng Green Line gồm 12 ga và 24 km đến Academic City vào năm 2020; mở rộng toàn bộ hệ thống 58 trạm và 91 km vào năm 2025 và hoàn thành mở rộng với tổng cộng 69 trạm và 221 km trên và trên 47 trạm hiện tại và 70 km có mặt vào tháng 1 năm 2013.
- Purple Line: dọc theo đường Al Khail.[36] Sẽ có khoảng tám trạm, ba trạm với các cơ sở kiểm tra. Tuy nhiên, các sân bay Dubai cho rằng điều này là không khả thi vì nó không đi qua nhiều địa phương. Tuy nhiên, họ đề nghị chọn một "nhà ga trung tâm" tương tự như ở châu Âu, nơi các chuyến tàu rời khỏi sân bay đến sân bay khác với các chuyến tàu cũng rời thành phố. RTA đã cân nhắc điều này.[cần dẫn nguồn]
- Blue Line: dọc theo đường Mohammed Bin Zayed.[36]
- Pink Line. Tuyến đường được lên kế hoạch chạy theo hướng đông-tây với một ga cuối tại Al Sufouh và dự kiến hoàn thành vào năm 2030.[37]
- Gold Line: Được công bố là 'Yellow Line' vào tháng 4 năm 2008 và được xác nhận vào tháng 1 năm 2013 là 'Gold Line'.[32] Một trong những ga được lên kế hoạch cho tuyến Gold Line là ga Dubai Land, phía tây Meydaan. Tuyến Gold Line sẽ kết nối các trang trại Ả Rập, Deira và Dubai Marina và dự kiến mở cửa vào năm 2025.[37]
- Mở rộng Red Line: tăng thêm 15,5 km và sáu trạm mới, kết thúc tại biên giới với Abu Dhabi. Ngày hoàn thành chưa được công bố.[38]
- Mở rộng Green Line: Tuyến đường có thể được mở rộng thêm 11 km từ Al Jaddaf đến International City theo dự án mở rộng Green Line.[39]

Trong năm 2014, RTA đã phê duyệt đề xuất gần đây mở rộng tuyến Red Line từ ga Al Rashidiya đến trung tâm thành phố Mirdif, sẽ tăng thêm 3,5 km chiều dài với các ga mới. Tuy nhiên, cũng có một đề xuất để mở rộng hơn nữa cho tuyến Al Warqa'a hiện đang được nghiên cứu.
Trên tuyến Green Line, RTA đã hoàn thành kế hoạch mở rộng 20,6 km từ Al Jaddaf đến Academic City. Phần mở rộng sẽ đi qua Festival City, Lagoons, Khu công nghiệp Ras Al Khor, International City, Silicon Oasis và Academic City.

### Tóm tắt các tuyến đã, đang và được đề xuất xây dựng
| Tuyến                 | Trạm đầu-trạm cuối                                                   | Hoàn thành       | Khởi công         | Mở cửa                                                                        | Chiều dài                    | Trạm                   | Thời gian    | Vận tốc trung bình | Chi phí xây dựng        |
| --------------------- | -------------------------------------------------------------------- | ---------------- | ----------------- | ----------------------------------------------------------------------------- | ---------------------------- | ---------------------- | ------------ | ------------------ | ----------------------- |
| Red Line              | Rashidiya - Jumeirah Lakes Towers và Ibn Batutta - Sàn giao dịch UAE | Tháng 9 năm 2009 | Tháng 8, 2005     | 9 tháng 9 năm 2009 (10 trạm) Tháng 4, 2010 (+18 trạm) Tháng 9, 2013 (+1 trạm) | 52.1 km (5 km dưới lòng đất) | 29 (tất cả đều mở cửa) | 69 - 70 phút | 47 km/h            | 28 tỷ AED 7.6 tỷ USD    |
| Green Line            | Etisalat - Nhánh sông Dubai                                          | Tháng 3 năm 2010 | Tháng 7, 2006     | Ngày 9 tháng 9 năm 2011 (18 trạm) Ngày 1 tháng 3 năm 2014 (+2 trạm)           | 22.5 km (8 km dưới lòng đất) | 20 (tất cả đều mở cửa) | 39 - 40 phút | 38 km/h            | 28 tỷ AED 7.6 tỷ USD    |
| Tuyến 2020            | Tháp Nakheel - Expo 2020                                             | Quý 4 năm 2018   | Tháng 12, 2017    | Sẽ mở cửa vào tháng 5 năm 2020                                                | 14.5 km                      | 7 (chưa mở cửa)        | Không biết   | Không biết         | 10.6 tỷ AED 2.45 tỷ USD |
| Purple Line (đề xuất) | Sân bay quốc tế Dubai - Sân bay quốc tế Al Maktoum                   | 2012             | Không có kế hoạch | Đề xuất                                                                       | 49 km                        | 8 (chưa mở cửa)        | Không biết   | Không biết         | 2.73 tỷ USD             |
| Blue Line (đề xuất)   | Sân bay quốc tế Dubai - Sân bay quốc tế Al Maktoum                   | 2013             | Không có kế hoạch | Đề xuất                                                                       | 47 km                        | 18?                    | Không biết   | Không biết         | Không biết              |

## Trạm tàu

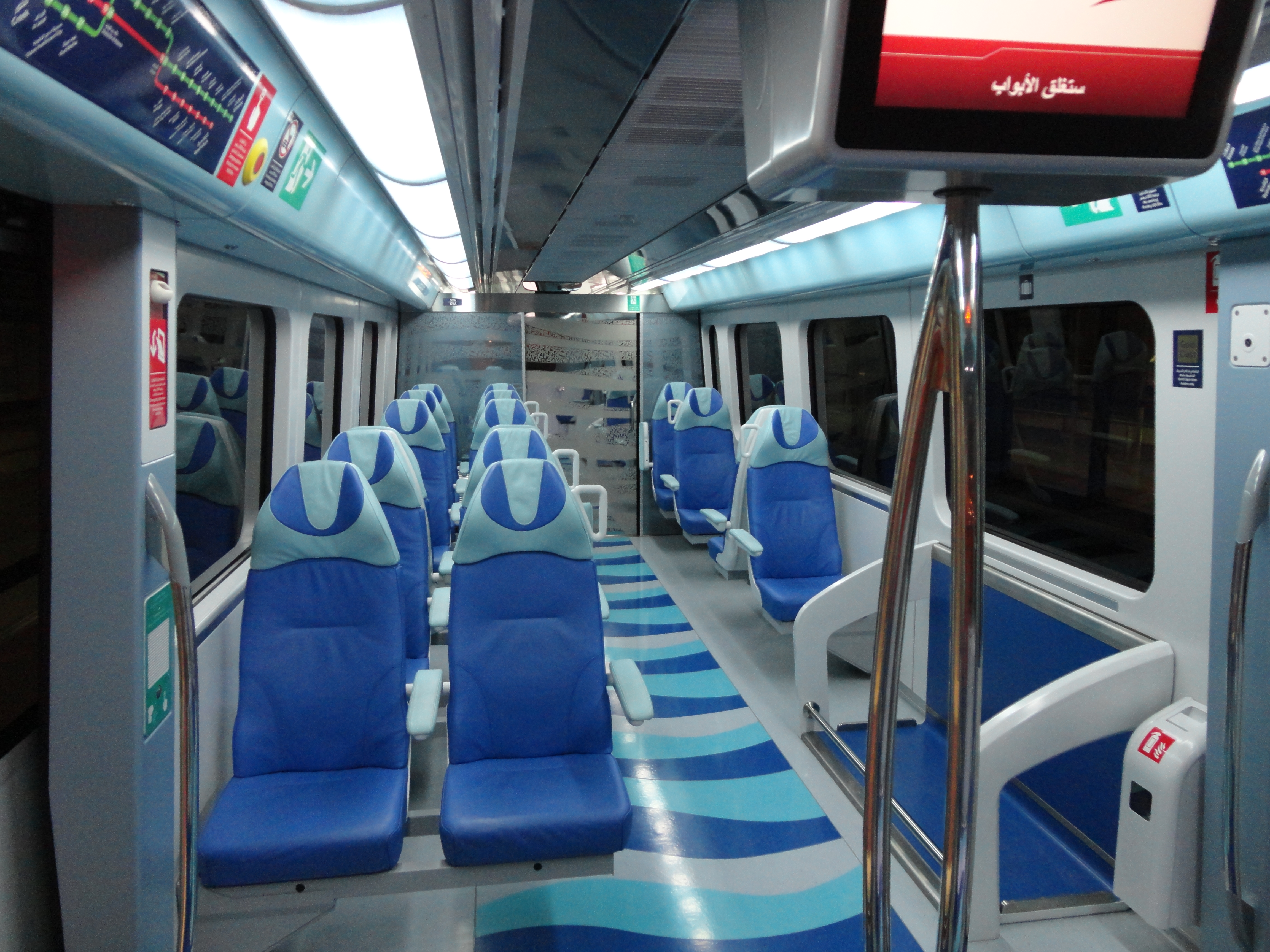
Khoang hạng sang tàu điện ngầm Dubai. Giá của khoang này gấp đôi so với hạng bạc.

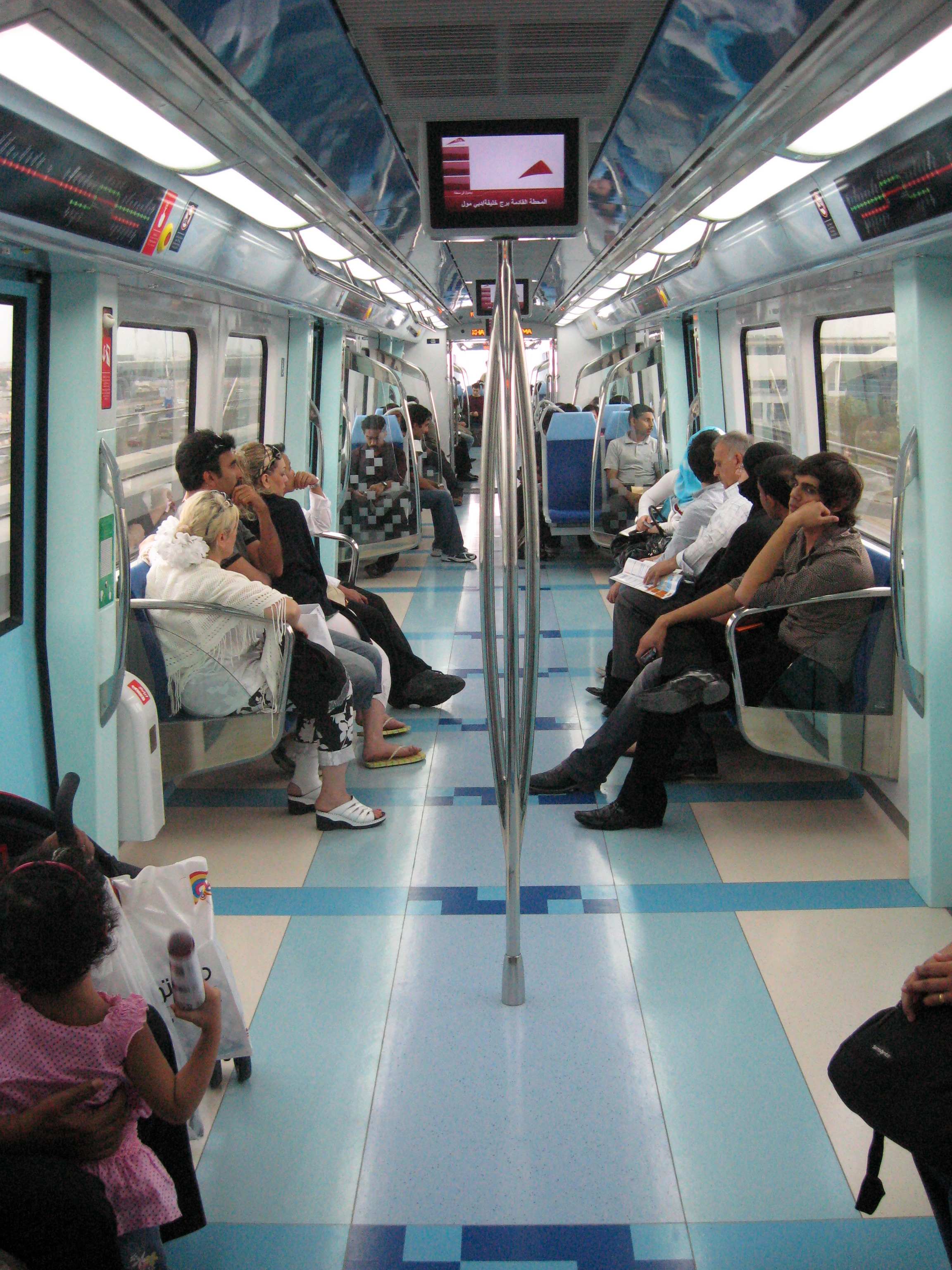
Nội thất tàu

Dubai Metro bao gồm các tàu điện ngầm loại 1, loại 2 và loại 3, trạm ngầm và các trạm trung chuyển ngầm. Các trạm trung chuyển ngầm nằm ở cả Red Line và Green Line để dễ dàng vận chuyển.
Bên cạnh những khác biệt này, có năm chủ đề được sử dụng trong nội thất của các trạm:
- Di sản: Tượng trưng cho văn hóa và lịch sử của Các Tiểu vương quốc Ả Rập Thống nhất.
- Đất: Đánh dấu sự khởi đầu hiện đại đô thị Dubai, tương tự như sức mạnh và độ bền của đất giữ vững cơ sở hạ tầng.
- Không khí: Tượng trưng cho sự phấn khởi và niềm vui mà Dubai mang lại cho cư dân và du khách.
- Lửa: tượng trưng cho năng lượng, sức sống và ý chí mạnh mẽ được biểu hiển bởi các nhà lãnh đạo Dubai.
- Nước: tượng trưng cho các giá trị của con người mà Dubai tìm cách đảm bảo trong những thành tựu hiện đại đó.

Chủ đề Đất có hiệu ứng màu nâu nâu; Nước có các hiệu ứng màu xanh-trắng; Lửa có hiệu ứng màu đỏ cam và Không khí có hiệu ứng màu xanh lá.
Các quan chức đang đàm phán với các công ty quốc tế và địa phương về việc đặt tên cho 23 trạm trên hai tuyến. Thương hiệu của công ty này là thương hiệu đầu tiên của loại hình này.

### Bãi đậu xe
Dubai Metro đã xây dựng ba bãi đỗ xe lớn với sức chứa ước tính hơn 8.000 xe cho hành khách, nơi họ có thể đỗ xe và đi tàu điện ngầm.
| Trạm                                | Tuyến      | Số lượng |
| ----------------------------------- | ---------- | -------- |
| Trạm tàu điện ngầm Rashidiya        | Red Line   | 2700 xe  |
| Trạm tàu điện ngầm Nakheel và Tower | Red Line   | 3000 xe  |
| Trạm tàu điện ngầm Etisalat         | Green Line | 2300 xe  |

Chỗ đỗ xe được cung cấp miễn phí cho người dùng tàu điện ngầm.

### Tiện nghi cho người khuyết tật
Tất cả các ga tàu điện ngầm đều có hướng dẫn tương tác người khiếm thị. Ngoài ra còn có không gian dành riêng cho người dùng xe lăn trên tất cả các đoàn tàu.

### An toàn
Cửa an toàn với các tín hiệu đèn nhấp nháy tương ứng được lắp đặt tại mọi trạm để đảm bảo an toàn cho hành khách.
Hành khách cũng có thông báo khẩn cấp với nhân viên tại phòng điều khiển thông qua hệ thống loa.

### Viễn thông
Wi-Fi có sẵn trên tất cả các chuyến tàu và trạm tàu và được cung cấp bởi chương trình Wi-Fi UAE cung cấp Wi-Fi trên khắp các khu vực chính của Các Tiểu vương quốc Ả Rập thống nhất. Điện thoại di động dự phòng có sẵn trên toàn bộ mạng lưới của tàu điện ngầm. Bản thân tàu điện ngầm có Wi-Fi để hành khách truy cập internet với dịch vụ miễn phí trong khi dịch vụ cao cấp có thể được truy cập bằng một khoản phí không đáng kể.

### Xe điện
Vào ngày 11 tháng 11 năm 2014 trở đi, xe điện Dubai được tích hợp với tàu điện ngầm Dubai tại các bến tàu Dubai Marina và Jumeirah Lake Towers.

## Di chuyển
Giao thông Dubai được chia thành 4 cấp. Giá vé đã tăng nhẹ kể từ ngày 11 tháng 11 năm 2014. Vé rẻ nhất (không mua trước và không nằm trong ghế hạng sang) với khoảng cách không quá 3 km giá 3 AED (khoảng 0,82 USD) - tương đương với cấp 0 và mắc nhất cho một chuyến đi giá 7,5 AED (khoảng 2,04 USD) tương đương cấp 3. Giá vé tàu điện ngầm Dubai là một trong những giá vé tàu điện ngầm rẻ nhất trên thế giới. Cấp 1 là một chuyến đi trong khu vực, chặng 3 km. Cấp 2 là chuyến khu vực lân cận. Ngoài ra (không bao gồm ghế hạng sang) sử dụng thẻ có ưu đãi "không phải trả thêm tiền" - một chuyến đi trong ngày miễn phí nếu chi phí vượt quá 14 AED (khoảng 3,81 USD).

### Vé
Tàu điện ngầm Dubai có giá vé cố định dựa trên 3 cấp. Các cấp là:
| Cấp   | Số trạm                                             |
| ----- | --------------------------------------------------- |
| Cấp 1 | Trong phạm vi 1 trạm hoặc ít hơn 3 trạm, qua 2 trạm |
| Cấp 2 | Bắt đầu ở 1 trạm và kết thúc ở khu vực lân cận      |
| Cấp 3 | Qua 3 trạm hoặc hơn                                 |

Thẻ Nol được sử dụng bởi hành khách để check-in và check-out tại các cổng trong trạm của họ. Giá vé sẽ được tự động khấu trừ dựa trên số trạm đã đi. Hành khách sẽ được check-in phòng khi thẻ của họ có mức tiền tối thiểu bắt buộc.
Trẻ em dưới 5 tuổi hoặc dưới 90 cm và người khuyết tật sẽ đủ điều kiện để đi tàu điện ngầm miễn phí.
Ngoài ra còn có thẻ Nol dành cho sinh viên và người cao tuổi, và họ có thể được giảm giá cho sinh viên và người cao tuổi.

## Tàu

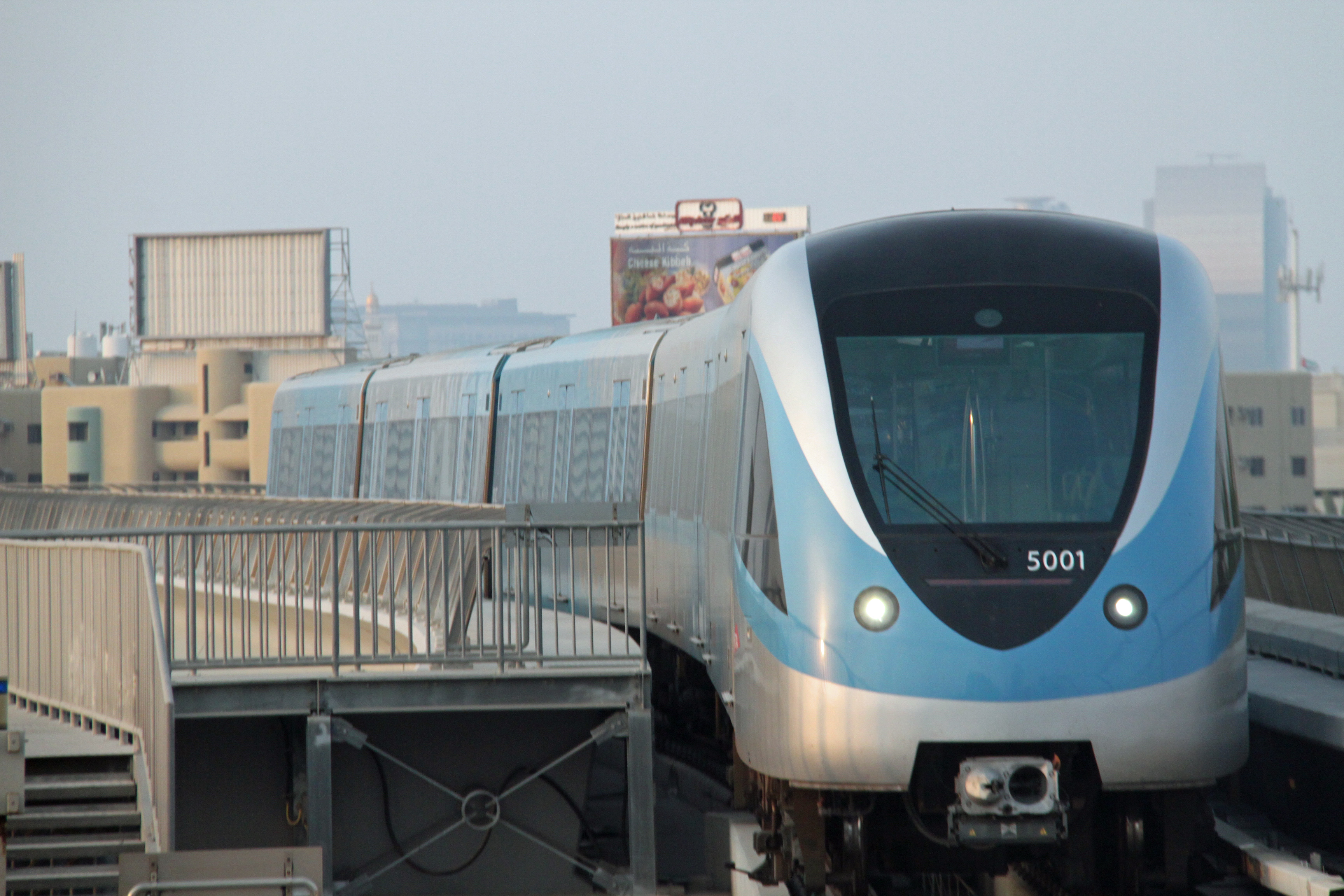
Tàu 5001, chuyến tàu đầu tiên được giao đến Dubai trên tuyến Red Line

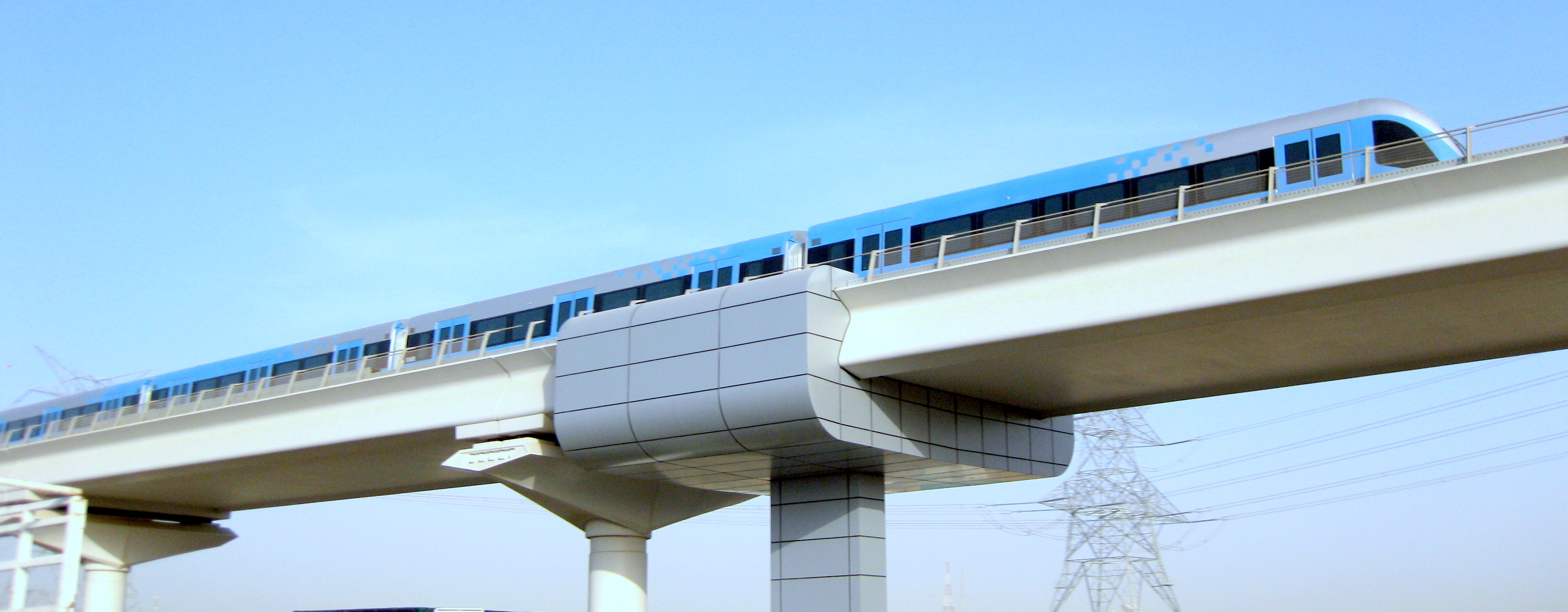
Một chuyến tàu thử nghiệm vào tháng 2 năm 2009

Nhà sản xuất Nhật Bản Kinki Sharyo đã chế tạo tổng cộng 79 đoàn tàu (60 đoàn trên tuyến Red Line, 19 đoàn trên tuyến Green Line). Chúng được thiết kế để chở 643 hành khách ngồi và đứng, các đoàn tàu có ba loại: hạng Vàng (hạng nhất), hạng Phụ nữ và Trẻ em (trong giờ cao điểm) và hạng Bạc thông thường. Chuyến tàu đầu tiên (5001) được giao cho Dubai vào tháng 3 năm 2008. Tàu điện ngầm có chức năng hoạt động không người lái. Các nhân viên bảo vệ được huấn luyện đi cùng hành khách để giúp đỡ trong trường hợp khẩn cấp.

## Báo hiệu
Để cho phép hoạt động hoàn toàn tự động, Giải pháp báo hiệu đường sắt Thales đang cung cấp công nghệ điều khiển trung tâm của SelTrac IS và công nghệ điều khiển trung tâm của NetTrac. Tốc độ tối đa của tàu được ước tính là khoảng 95 km/h, cho thời gian khứ hồi là 2 giờ 23 phút đối với Red Line và 1 giờ 23 phút đối với Green Line.

## Sự cố và tai nạn
- Ngày 9 tháng 9 năm 2009: Vào ngày đầu tiên hoạt động, một đoàn tàu điện ngầm bị hỏng và hành khách bị mắc kẹt trong hai giờ trước khi được đón bằng chuyến tàu thứ hai.[60]
- Ngày 28 tháng 2 năm 2010: Hàng ngàn hành khách bị ảnh hưởng sau khi một phần của Red Line của Dubai Metro bị đóng cửa sau một trận hỏa hoạn nhỏ trên đường ray. Một đoạn Red Line giữa ga Al Jafiliya gần công viên Za'abeel và ga số 3 đóng cửa lúc 7 giờ tối và vẫn đóng cửa cho đến sáng thứ Hai. Các chuyến tàu đã được sơ tán tại Burjuman (trước đây là Khalid Bin Al Waleed), ga Union và ga Al Rigga. Một phát ngôn viên của Cơ quan Giao thông và Đường phố Dubai (RTA) xác nhận có khói trên đoạn đường ngầm giữa trạm Union và trạm Burjuman. Tuy nhiên, các quan chức RTA vẫn không cung cấp thêm về nguyên nhân đã gây ra vụ việc.[61]
- Ngày 25 tháng 12 năm 2011: Hành khách báo cáo rằng một số xe lửa bị trì hoãn và những người khác đang di chuyển 'với tốc độ của ốc sên' do các vấn đề kỹ thuật. RTA xác nhận rằng cả hai tuyến tàu điện ngầm Red và Green đều chạy chậm, theo cả hai hướng, do "một số vấn đề kỹ thuật".[62]
- Ngày 3 tháng 12 năm 2012: Tàu điện ngầm Dubai nhận thông tin về cái chết đầu tiên khi một người đàn ông tự sát bằng cách nằm trên đường ray tàu điện ngầm được điều hành bằng tàu tự động.[63]
- Ngày 12 tháng 8 năm 2014: Hành khách trên một đoạn Red Line của tàu điện ngầm Dubai bị mắc kẹt sau khi tàu hỏa (số 5075) dừng giữa các ga Al Karama và Al Jafiliya trong giờ cao điểm sau một giờ kỹ thuật vào khoảng 7 giờ tối. Theo một quan chức của Cơ quan Giao thông và Đường phố Dubai (RTA), chuyến tàu trên tuyến Red Line gặp phải sự cố điện, khiến cho tàu điện ngầm dừng hoạt động giữa các ga Union và ga Vịnh Business khiến 2000 hành khách bị mắc kẹt. Green Line hoạt động như bình thường. Các hành khách bị mắc kẹt trong xe lửa đã phá vỡ nắp cửa kính khẩn cấp và mở cửa và đi bộ đến ga Al Karama bằng cách đi bộ trên cầu cạn. Hai giờ sau, các dịch vụ đã được khôi phục hoàn toàn.[64]
- Ngày 29 tháng 10 năm 2014: Vào cuối buổi tối, hành khách trên tàu điện ngầm Dubai bị mắc kẹt tại các ga do các chuyến tàu giữa ga Vịnh Business và ga Nakheel dừng hoạt động theo cả hai hướng do trục trặc kỹ thuật. Các hệ thống được khôi phục hoàn toàn sau một giờ.[65]
- Ngày 3 tháng 4 năm 2016: Hành khách bị mắc kẹt trong giờ cao điểm buổi tối sau khi một dịch vụ tàu hỏa bị trì hoãn do kỹ thuật trên tuyến Red Line. Hệ thống đã được khôi phục sau 30 phút.[66]
- Ngày 24 tháng 8 năm 2017: Một người đàn ông tự sát tại ga Noor Bank. Nhà ga bị đóng cửa trong một giờ sau vụ việc.[67]
- Ngày 6 tháng 11 năm 2017: Hành khách đi lại trên tuyến Red Line bị mắc kẹt sau khi trục trặc kỹ thuật làm cho các dịch vụ tạm thời dừng gần các trạm Jumeirah Lakes Towers và trạm UAE. Dịch vụ trở lại bình thường lúc 12:32 tối.[68]

## Bảo tàng tàu điện ngầm Dubai
Sheikh Mohammed bin Rashid Al Maktoum, Phó Tổng thống và Thủ tướng UAE và là tiểu vương Dubai, đã chuyển đổi các trạm tàu điện ngầm Dubai thành bảo tàng nghệ thuật dưới sự giám sát của Cơ quan Văn hóa và Nghệ thuật Dubai. Dự án được công bố đầu tháng 4 năm 2014 và sẽ trưng bày nghệ thuật đương đại và hiện đại.